# Minus Cars
Minus Cars ist ein britischer Hersteller von Automobilen.

## Unternehmensgeschichte
Brian Luff von Status Motor Company entwickelte ab 1982 ein Fahrzeug. Sein Freund Keith Lain, der zuvor für Lotus Cars tätig war, gründete 1984 das Unternehmen Minus Cars in Wymondham in der Grafschaft Norfolk. Er übernahm das Projekt von Luff und begann mit der Produktion von Automobilen und Kits. Der Markenname lautet Minus. 1987 folgte der Umzug nach New Buckenham in Norfolk. PSR Fabrications aus Wymondham fertigte eines der Modelle zwischen 1990 und 1993. 2005 übernahm Shaun Dyson die Unternehmensleitung bei Minus Cars und verlegte den Firmensitz zurück nach Wymondham. In diesem Zusammenhang wird auch das Unternehmen 224 Engineering genannt.
Insgesamt entstanden bisher etwa 267 Exemplare.

## Fahrzeuge
Das erste und bestverkaufte Modell ist der Minus. Optisch ähnelt er dem Mini. Allerdings besteht die Karosserie aus Fiberglas und ist 10 cm flacher. Viele Teile, so auch der Vierzylindermotor, stammen vom Mini. Bisher entstanden etwa 230 Exemplare.
Der Minus Maxi basierte auf dem Mini Kombi. Er ähnelte dem Talbot-Matra Rancho. Die Türen bestanden aus Stahl. Bausätze kosteten 995 Pfund. Minus Cars von 1985 bis 1990 und PSR Fabrications von 1990 bis 1993 fertigten zusammen etwa 25 Exemplare.
Der Minus Pickup ist die Pick-up-Variante des Minus. Sie kam 2010 auf den Markt und fand bisher etwa zwölf Käufer.
Der 4 R 2 von 1992 basierte ebenfalls auf dem Mini, hatte aber den Motor in Mittelmotorbauweise hinter den Sitzen montiert. Er ähnelte dem Rallyewagen Metro 6 R 4.